# Malmö konsthall

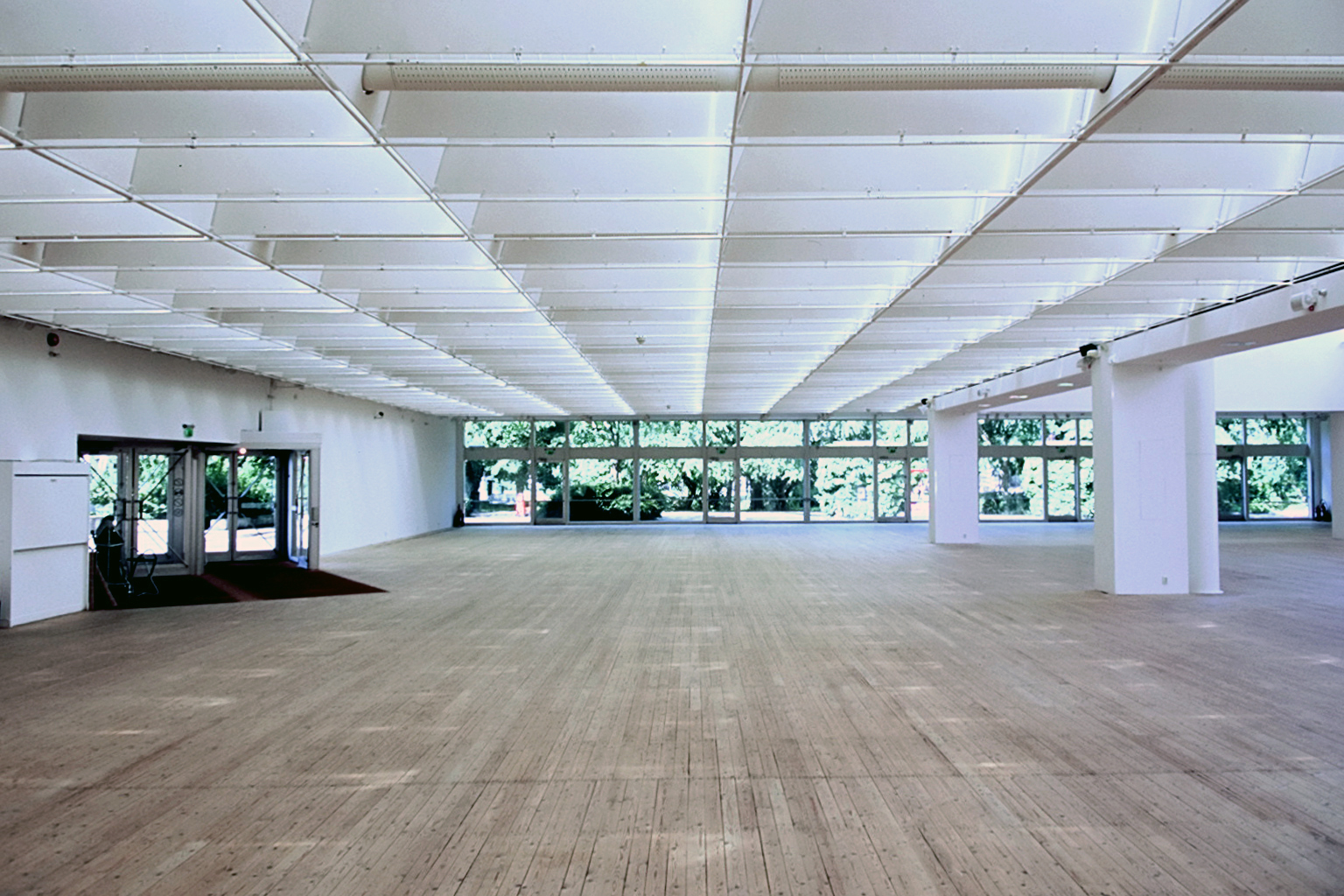
Interiör.

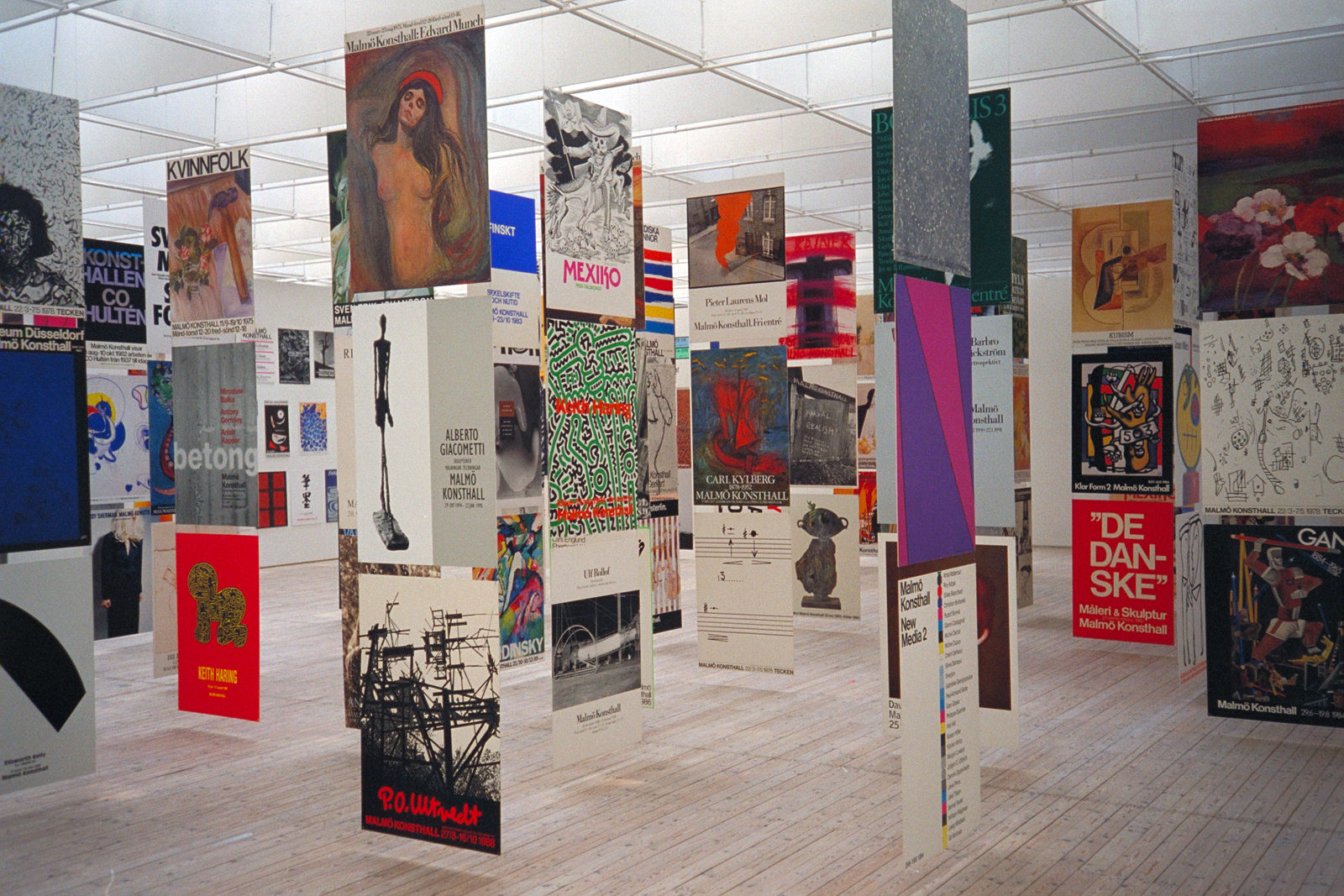
Utställningsaffischer. Malmö Konsthalls 25-årsjubileum år 2000.

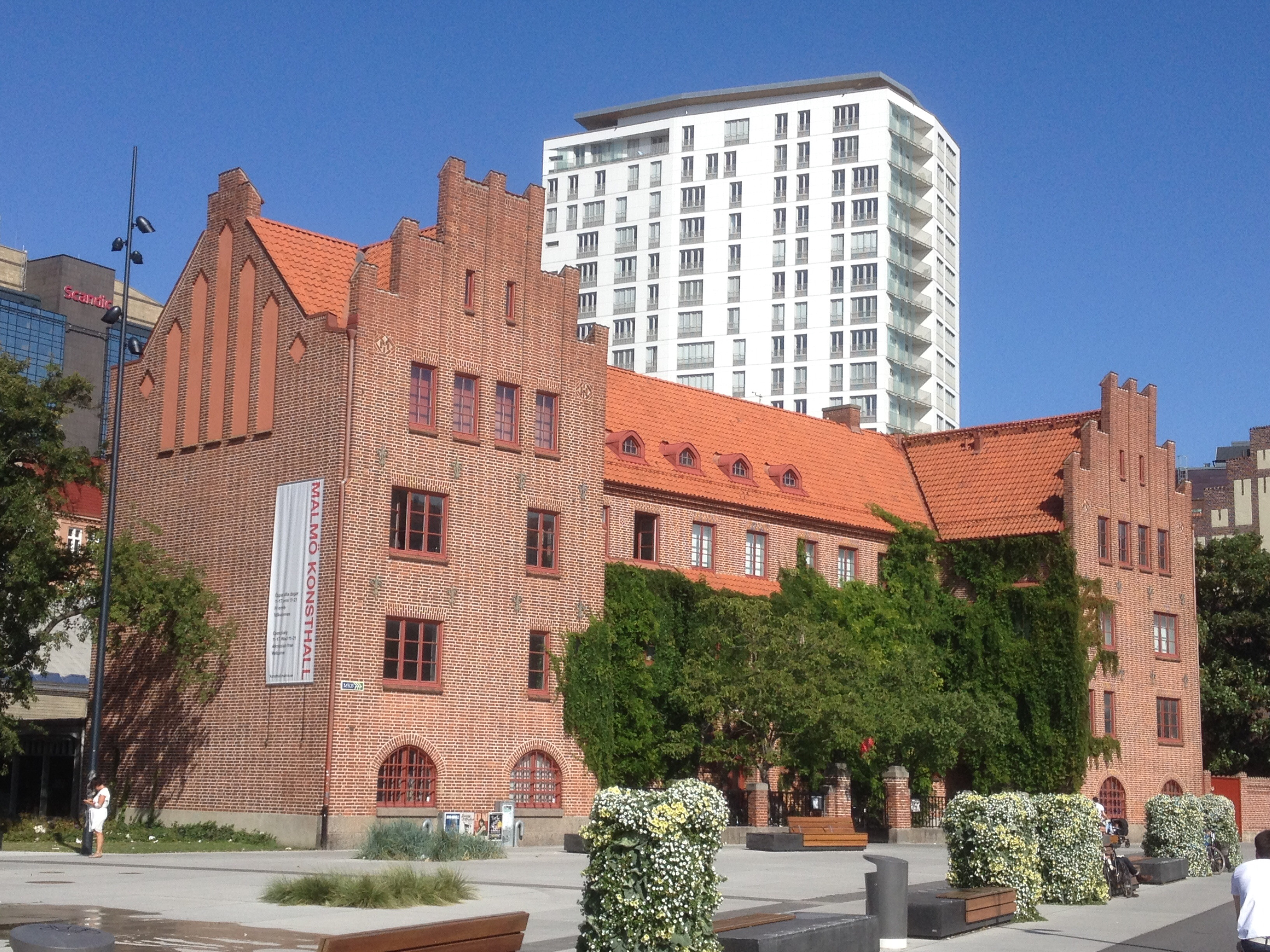
Hantverkshuset, dit konsthallen expanderat.

Malmö konsthall är en konsthall i centrala Malmö. Den har varje år ett tiotal utställningar och omkring 200 000 besökare.. Malmö Konthall invigdes den 22 mars 1975, med en mycket stor utställning med Edvard Munch. 

## Verksamhet
Malmö konsthall har utställningar med både internationell och nationell konst, från den moderna konstens klassiker till aktuella experiment. Man genomför även kringarrangemang gränsande till andra konstformer, ordnar föreläsningar och debatter samt bedriver pedagogisk verksamhet riktad till både barn och vuxna.

## Byggnaden
Malmö konsthall, invigd 1975, ritades av Klas Anshelm. Den räknas till ett av hans främsta verk och erhöll Kasper Salin-priset 1974. Utställningsytan på 2 000 m2 kännetecknas av stor flexibilitet och ljus.
I samband med renovering 1994 utökades konsthallen genom en sammanslagning med lokaler i den angränsande tegelbyggnaden, det så kallade Hantverkshuset.

## Chefer
- Eje Högestätt 1975–1986[5]
- Björn Springfeldt 1986 –1990
- Sune Nordgren 1990–1996
- Bera Nordal 1997– 2002
- Anna Holmbom (tillförordnad) 2002– 2003
- Lars Grambye 2003 – 2007
- Jacob Fabricius 2007 – 2013[6]
- Diana Baldon 2014[7] – maj 2016[8]
- Mats Stjernstedt januari 2017 – [9]